# Sophie Diez
Pour les articles homonymes, voir Diez.
Sophie Diez ou Dietz (née Hartmann) (Munich, 1er septembre 1820 – Munich, 3 mai 1887) est une soprano allemande qui a interprété de très grands rôles avec le Munich Hofoper (aujourd'hui appelé le Bayerische Staatsoper) lors d'une carrière qui a duré 40 ans. Elle est surtout connue aujourd'hui pour avoir créé le rôle de Magdalena dans Die Meistersinger von Nürnberg de Wagner, mais elle a aussi chanté lors de créations de plusieurs autres opéras de compositeurs allemands moins connus,.

## Biographie et carrière
Diez est née à Munich et a reçu sa formation initiale de son père qui était un musicien de la ville. En 1836, elle rejoint le chœur de l'opéra de cour de Munich, où le chef Franz Lachner a remarqué la beauté de sa voix et lui a donné une formation complémentaire. Elle a fait ses débuts en tant que soliste, le 1er décembre 1836 comme Angelina dans Les Deux Journées de Cherubini et en février de l'année suivante, elle est apparue comme Benjamin dans Joseph d'Étienne Méhul. Peu après, elle a été engagée en tant que membre permanent de la compagnie,. Elle a continué à chanter de nombreux rôles avec le Hofoper et est apparue dans plusieurs premières mondiales. En 1867, elle avait chanté 122 rôles dans 94 opéras, y compris tous les rôles féminins (en dehors de Marcellina) dans Le nozze di Figaro et tous les six rôles féminins dans La Flûte enchantée,.
En plus de ses interventions à Munich, Diez s'est aussi produite comme chanteuse invitée dans plusieurs autres villes allemandes, dont Stuttgart, Cologne, Dresde et Hambourg. En 1866, elle a reçu le titre Kammersängerin accordé par le prince Luitpold et une célébration du jubilé a été organisée par le Hofoper pour marquer le 30e anniversaire de ses débuts. Diez a officiellement pris sa retraite de la compagnie en décembre 1877, même si elle a fait une apparition supplémentaire en avril suivant dans le rôle de Nandl dans l'une des scènes alpines de Ignaz Lachner, Das Versprechen hinter'm Herd.
En 1841, elle a épousé Ernst Friedrich Diez (en), qui était plus âgé de 15 ans et a chanté comme ténor au Munich Hofoper de 1837 à 1849. Ils sont apparus ensemble dans plusieurs productions, y compris la première à Munich de Zar und Zimmermann de Lortzing en juillet 1841, elle comme Marie et lui comme le marquis de Châteauneuf. Sophie Diez est morte à Munich en 1887 à l'âge de 66 ans et est enterrée dans le cimetière Alter Südfriedhof. Son mari est mort cinq ans plus tard. Richard Strauss lui a dédié plusieurs de ses premières mélodies, y compris en 1879, son Für Musik, écrite sur le poème de Emanuel Geibel Nun die Schatten dunkeln (Maintenant, les Ombres s'assombrissent),.

## Rôles créés
Sophie Diez a chanté lors des premières suivantes:
- Lauretta dans Die Nacht zu Paluzzi de Franz Xaver Pentenrieder (en), Königliches Hof- und National-Theater, Munich, 2 octobre 1840
- Käthchen dans Die zwei Prinzen de Heinrich Esser (en), Königliches Hof- und National-Theater, Munich, 10 avril 1845
- Ascanio dans Benvenuto Cellini de Franz Lachner, Königliches Hof- und National-Theater, Munich, 7 octobre 1849
- Magdalena dans Die Meistersinger von Nürnberg de Richard Wagner, Königliches Hof- und National-Theater, Munich, 21 juin 1868
- Mathilde dans Die sieben Raben de Josef Rheinberger, Königliches Hof- und National-Theater, Munich, 23 mai 1869